# Каспийский бычок
Каспийский бычок (лат. Neogobius caspius) — вид лучепёрых рыб из семейства бычковых. Название рода происходит от греческого neos (новый) и латинского gobius (бычок). Видовое — от Каспийского моря. Длина тела до 34,5 см. Достигают зрелости в возрасте от 2 до 3 лет. Придонные солоноватоводные рыбы. Обитают в Каспийском море. Они безвредны для человека, считаются видом вне опасности, не являются объектами промысла.